# アンバークォーツ
『アンバークォーツ』 (Amber Quartz) は、コットンソフトから2009年1月23日に発売された18禁アドベンチャーゲームである。初回版はコットン100%CD4（コットンソフト4枚目のデジタルコンテンツCD）、コットンおまけ（グッズ）、小説アンバーワールド（冊子）が特典として同梱されている。

## ストーリー
かつて互いに友情を誓い合い、固い絆で結ばれていた6人の幼馴染み達がいた。だがいつしかその交流も途絶え、やがて疎遠になってしまう。
それから7年の年月が経ち、主人公・安藤昴は昔を思い出すこともなくなった頃…。自分を慕ってくれる後輩達や、クラスメートの友人達と平穏な学園生活を送っていた。
そんな主人公の前に、かつての幼馴染み達が再び姿を現し……。忘れていた思い出と共に、また物語の幕が上がり新たな日常が始まる。

## ゲーム進行
物語はEpisode形式で進行する。ゲームスタート時は強制的に1st Episodeから始まり、Episode終了後に次のEpisodeが選択可能になる。攻略キャラは4名、共通ルートは3rd Episodeまでで後は選択肢による分岐が発生するが初回攻略時は攻略キャラが固定されている。
ゲームシステムは一般的な画面下ウィンドウにテキスト表示され3rd Episodeまでの選択肢は分岐に関係が無く、4th Episodeより攻略ヒロインキャラ分岐に影響する選択肢が発生するが前述のように初回は選択肢による分岐への影響はない。
また全てのキャラ、Episodeを攻略することによってストーリーに展開する謎が繋がるようになっている。
- Epsode構成
  - 1st Episode：終わりの始まり -First Contact-（前編）
  - 2nd Episode：終わりの始まり -First Contact-（後編）
  - 3rd Episode：始まりの終わり -Second Contact-
  - 4th Episode：琥珀の季節 -Amber World-
  - Another Episode：砂塵学園 -Desert School-
  - Another Episode：星降る夜 -Merry Xmas-
  - Another Episode：記録（オモイデ） -Diary-
  - 5th Episode：無垢の結晶 -Innocent Quartz-
  - 6th Episode：記憶 -Amber Quartz-
  - Extra Episode：落陽 -Fall Down-
  - Extra Episode：昇華 -Sunrise-

## 登場人物

### メインキャラクター
安藤 昴（あんどう すばる）
声：URATAYU
祭澤市立学園に通う2年生で本編の主人公。7年前のとある事件がきっかけで人と親しくなろうとせず、広く浅くという交友関係をとる少年で、人当たりは悪くない平凡な生活をしている。1学年下のなゆたから告白されるもどう接したら良いか分からず、好意は持っているものの友達以上恋人未満な関係を続けている優柔不断な少年でもある。なゆたと行動するようになり、なゆたのことを深く考えようとする度に7年前に事故で亡くなった妹のことと、はっきりと思い出せないかつての仲間の微かな記憶に苛まれる。
持月 なゆた（もちづき なゆた）
声：松田理沙
主人公と同じ祭澤市立学園に通う後輩。元々は人見知りが激しく珠乃の影に隠れるように日常を過ごしていたがある日、昴に一目惚れしなんとか接触する為に積極的行動するように自分を変え、校舎の屋上で告白する。昴のことを「先輩」と呼びその好意を素直に表現、アプローチするも軽く流されたりかわされ続けるも健気に尽くす少女。毎日昴にお弁当を作ってきて昼休みに押しかけてくる。弁当の味もまんざらではなく料理の腕は良いみたいである。
周囲からは付き合っているも同然と認識されているが、なかなか関係が進展しないことが悩みの種。明るく周囲を和ませる反面、空気が読めてないのかとも思われる突拍子もない発言をすることもしばしば。人の話を聞いていない様な反応や会話をすることもあるがそれはあくまでもマイペースなだけで、感じとしてはちょっと天然が入っている。
水那倉 智（みなくら とも）
声：みる
澤沢市立学園に通う2年生で昴のクラスメート。7年前に疎遠になった幼馴染みの1人で愛称は7年前と同じ「トモ」で、トレードマークはヘッドホン。学園での成績は優秀で教師からも一目置かれており、学園内での行動はその天才ぶりから教師からは扱い難く何も言われないある意味自由人。無口で人と接することを極力避けるような節があり、その優秀さもあって他人を寄せ付けない雰囲気をもっているが、幼馴染みでクラスメイトである昴と接することで意外な一面を見せることも。上がり性で極度の緊張に陥りやすく、緊張するとトイレに行きたくなる。
両親が共働きで家にいないのと好き嫌いが多く食べる速度も遅いので食事は「カロチンメイト」（バランス栄養食品）を好んで食べる。食事のことを指摘されると「カロチンメイトには、一箱で一日に必要なビタミンの約半分が…」と反論する。
姫路 サリナ（ひめじ さりな）
声：蛯原ミサ
私立祭澤女学院の1年生。7年前の幼馴染み仲間で当時から昴に好意をもっているが、性格が災いして態度に出せないいわゆるこのゲームにおけるツンデレキャラ。愛称は「サリナ」で7年前の呼び名「ヒメ」と呼ばれることを嫌う。お金持ちのお嬢様らしく世間知らずで、進学のために帰国するまでの7年間をオーストラリアで過ごしていたこともあり日本の諸事情にも疎く、昴には何かとからかわれる原因だったりもする。
現在は自宅ではなく父親の所有するマンションの1室で一人暮らしをしている。実は今の父親は養父であることを知り、養父に頼らず本当の親を探す事も帰国してきた理由の1つだが、日常生活費はアルバイト収入で賄っているのに養父所有のマンションに住んでいるあたりは中途半端。生活費を切りつめ贅沢を避け必要最低限の物しか手に入れず日常を送っている。奢ってもらう場合でも「贅沢は敵」と言って自分を戒めるほどで、自活する気はあるようだが炊事に関してはほぼしない。ご飯と缶詰があれば食事には困らない。缶詰（おかず）が無ければマヨネーズと醤油でご飯を食べたりもする。
時国 弥夜子（ときくに みやこ）
声：風音
私立祭澤女学院に通う3年生で7年前の幼馴染み仲間の1人。愛称は7年前と同じ「ミコ姉」。神社の家の娘で巫女服を着て神事を手伝っており、学園卒業後は本格的に巫女に専念するつもりでいる。
幼馴染み達のなかでも歳は主人公より1つ上でお姉さん的立場だった。すごい甘党で馴染みの甘味処がある。また作る料理は基本的に砂糖の味しかしないようである。
須賀 恭平（すが きょうへい）
声：先割れスプーン
7年前の幼馴染み仲間の1人で昴以外では唯一の男子。元々運動能力的にスバルに負い目を感じていたというコンプレックスから今ではキックボクシング等の格闘技で身体を鍛えており仲間内では昔と比べて一番変わった人物。昔は口達者で口が悪かった印象だが今では寡黙な少年。
7年前のあることを気にしており、昴に対しての対応は変に気を遣っている。
コト（こと）
声：雪都さお梨
7年前の幼馴染み仲間を作るきっかけとなった少女。記憶も感情も無い無垢の状態でスバルの前に現れ仲間と共に過ごすうちに人として自身を表現する様になっていく。記憶がなかった事から名前も分からず、スバルが自身の妹にそっくりだったことから妹の名前から1文字無くして「コト」と名付ける。家族も親類も無く、学校へも通っていない。
仲間で行動するときの中心的存在であり、何か行動するときの最終的な決定はコトに委ねられることが多い。最初に出会ったスバルに好意をもち、それがキョウのスバルへの反感にもなっている。
トモ（とも）
声：みる
スバルの通う学校のクラスメート。スバルと同学年ではあるがコトの事がきっかけで話し掛けられるまで存在を認識していなかったほど。クラスでも目立たないので知られていないが実はけっこう頭が良く、情報通でありキョウの事もトモがスバルに教えたことによって関係が始まる。その引っ込み思案な性格で仲間内でさえもおどおどした対応をしてしまう。
ヒメ（ひめ）
声：蝦原ミサ
スバルとは違う学校に通う1つ年下のお金持ちのお嬢様で基本的に甘えん坊で泣き虫。「ヒメ」という呼び名はスバルが名付け、スバルの事を「スバルお兄ちゃん」と呼んで良く懐いている。キョウとはソリが合わずいつも意見が食い違って揉めるが決まって泣き出しスバルに助けを求める。
スバルに仲間以上の好意をもっているが「お兄ちゃん」と呼ぶあたりはまだ子供で、抱いている感情がどういったものなのか分かっていない。
ミコ姉（みこねえ）
声：風音
スバルとは違う学校に通う1つ年上の少女。実家が神社であり、普段から神社の手伝いをする為に普段着として巫女服を着ている事から名前で無く「ミコ姉」の愛称でスバルに呼ばれ仲間からもそう呼ばれるようになる。仲間内では年長者で、家が神社でもあり言動がしっかりしていることからみんなのお姉さん的存在でありまとめ役でもある。
スバル（すばる）
声：天野かなで
7年前の昴（主人公）。トモ、キョウと同じ学校に通う同級生でトモとはクラスメートだがキョウとはクラスが違う。明るく元気な少年だが妙に周囲を気にかけ考え込むことがあり、自分よりも仲間を優先して行動する。
妹が事故で亡くなった直後にコトと出会いコトの世話をする事がきっかけでトモ、キョウと触れあい仲間になる。
キョウ（きょう）
声：日向苺
7年前の仲間でスバル、トモとは同じ学校に通う同級生だがクラスが違う。実家は弁当屋をやっていて、その事がきっかけでコトと出会い仲間になる。スバルとは体格差もあり運動能力、体力的な負い目があり、そのためか口達者な事もあって何かと突っかかってくる意地っ張りで負けず嫌いな性格の少年。スバルを何かとライバル視するがスバルにはその気がないので無難にかわされ続けている。
口には出さないがコトに好意を寄せており、コトがスバル寄りなのが気に入らない。

### サブキャラクター
天龍寺 珠乃（てんりゅうじ たまの）
声：草柳順子
祭澤市立学園の1年生でなゆたの親友でありクラスメート。学園では図書委員を務めている。なゆたのことが大好きで昴との関係を応援している。男女の関係に疎いなゆたの為にいろいろな助言、知識を与えているがその事全てが真っ当であるとは言い難い。お嬢様然とした物腰と話し方をする反面、会話の内容は確信犯的な毒舌を発する事も多々あり。昴のことを「安藤先輩」と呼びなゆたとは違った対応をする。
雨宮 晴男（あまみや はるお）
声：竹田いづも
祭澤市立学園に通う2年生で昴の親友でありクラスメート。昴の周囲に現れる女子に年相応に興味を示すいたって普通の少年。なゆたには「アマミー先輩」と呼ばれている。「雨宮だけど、晴れ男」と自身をアピールするもスルーされ続け存在感があるようで無いようなキャラ。特徴的な目の細さでイジリ甲斐のあるキャラでもある。
過去に虐めにあっていたという経験があり、その事が原因で周囲に対して明るく振る舞い、自身を軽い性格に変えてる。その振る舞いからクラスでもムードメーカー的な存在として認知されている。
安藤 伊織（あんどう いおり）
声：一色ヒカル
昴の母親。7年前に事故で昴の妹である娘を亡くし、その事がきっかけで夫婦仲が疎遠になり現在は離婚して旧姓を名乗っている。普段は夜勤の仕事をしているため、夕方以降は自宅にいない事が多い。高校生の息子がいるとは思えないほど若作りで、昴の姉と間違えられる事も多い。
昴の元へ通い詰める健気ななゆたに好感をもっていて家族のように温かく見守る。鋭い感性をもっているため主人公の言動を指摘することもあるが、息子の成長を見守る良き母親でもある。また夏彦の良き理解者でもあり、仕事一筋でその他に対しては不器用な夏彦に家族という負担を掛けまいと身を引いた節がある。
なお、このゲームに登場する女性で一番の巨乳である。
篠森 明海（しのもり あけみ）
声：青山ゆかり
甘味処「浅緋茶房」の経営者。人懐っこい性格でその容姿から近所でも美人で知られている。弥夜子を幼い頃から知っており、つきあいが長くお姉さん的存在。弥夜子の男性関係には興味津々でもある。
新作の甘味を創造することに余念が無い。「浅緋茶房」は弥夜子にとって昔からの馴染みの店でもあり弥夜子の作る甘い物の原点であり、作り方も明海直伝。
神谷 夏彦（かみや なつひこ）
声：胸肩腎
昴の父親。7年前の娘の事故と同時期に発生した謎の失踪事件が深く関係していると考えており、最近の失踪事件も7年前の事件と何か関係があるのではないかと今も捜査をしている。
本当は家族のことを大事に思っているのだが口下手で自己表現が不器用な為、7年前の事故と事件に没頭するあまり家族を顧みない仕事一筋の人にみられてしまい、現在は離婚している。
ジン
声：秋原葉
謎の黒コートの男。ある時から祭澤市内に姿を見せるようになる。戦う能力は高くその気になったときの殺気は尋常ではなく、何かしら武術、闘技に精通しているようである。過去の記憶が殆ど無いようで自分が誰であるかも分からず「ジン」という呼び名も本当の名前ではない。
十文字 修造（じゅうもんじ しゅうぞう）
声：事務台車
元祭澤大学物理学科准教授。祭澤市の宇宙公園で発掘された隕石研究の第一人者でそれについての論文をいくつも発表している。隕石研究の前はレーザー光線の権威で、現在は隕石を使ったレーザーの研究に没頭しているが、利益性のない研究には費用は出せないという理由から大学側に解雇された。
自宅を研究所に改造し、人との接触を避ける為自宅門前には威嚇目的にレーザーを設置して今も研究に没頭している。宇宙公園にある鐘楼の鐘鋳造にも関わっている。
矢嶋 碧（やしま みどり）
声：一色ヒカル
コットンソフトの過去作『レコンキスタ』からの登場。オカルト雑誌「月刊MOO」の編集記者。記者であるが故か明るく誰とでもすぐに気軽に話せるが記者としての才能は不明。連絡が取れなくなったライターを捜すのとそのライターが持ち込んだ記事の続きを書く為に取材で祭澤市にやってきた。記者であるが極度の方向音痴で慌て者。
守矢 恒河（もりや こうが）
声：無し
Extra Episodeに登場するメインキャラ（主人公）。生まれ故郷である村を野盗に襲われ滅ぼされた時の生き残りで、野盗への復讐の為に独学で身につけた武術と戦いの折りに人並み外れた殺気を纏う為、仲間の武士からも忌避される存在。地方武家に取りたてられ、その武家の都進出で宮中に仕える。上皇の身辺警護を努める北面の武士。
身につけた武術を使うことがない平和な日常に不満が出始めた頃、宮中で玉藻と出会い日常に変化が現れ始める。
玉藻（たまも）
声：草柳順子
Extra Episodeに登場。宮中に仕える才色兼備の女官で、帝お気に入りの側女。自身は感情としての愛を知らないが故に帝の愛情を受け入れられないと悩んでいる。宮中で恒河と出会い自分と同じく愛を知らない恒河に心を開いてゆく。
鈴木（すずき）
声：??
天龍寺家の執事。燕尾服を着込み髪はロマンスグレー、優しい風貌でなゆた曰く「ヒツジにみえる」。職務に忠実で珠乃、なゆたの事を第一に考えている。

## 舞台・用語
祭澤市（まつりざわ）
本作の舞台。都心から電車で約1時間程度の地方都市（昴曰く都会と田舎の間）。平地に位置しているがあまり高い建物などは見当たらず、住宅街が多いため実態としてはベッドタウンに近い。数年前に隕石が落下した事との関連は不明だが、後述の宇宙記念公園やシャトル商店街など宇宙に纏わる地名や施設が多いのが特徴。町並みのモデルは埼玉県所沢市。
市立祭澤学園
昴たちが通う公立校。ごく普通の学園だが、校舎内部は若干古めかしいデザインになっている。屋上は本来立ち入り禁止だが、咎める者もいないため昴やなゆた達は頻繁に昼食を食べている。制服は男女共に青を基調としたブレザータイプ。
宇宙記念公園
市内にある自然公園。市内では最も規模の大きな自然で、遊歩道や大きな池などもある。昴の自宅から学校までの中間にあるため、昴やなゆたはこの公園を抜けて登校するのが日常になっており、なゆたが昴の自宅へ上がり込むようになるまでは待ち合わせ場所にもなっていた。モデルは航空記念公園。
シャトル通り商店街
祭澤駅の西口前に位置する商店街。昴やなゆたが学校帰りによく寄り道している。独特な形状の入り口のアーチが特徴。モデルは所沢駅前のプロペ通り商店街。

## スタッフ
- 原画：司ゆうき、あんころもち、笠井さじ
- シナリオ：海富一、Mizuki Ryo、粟僧、鳩ヶ谷剛、酸橙ひびき、原田たくや
- CG監修：笠井さじ
- CG：ハルちん、きゃるみぃ、やなちぃ、いくぢやま、でそ

## 主題歌
- OPテーマ：『アンバーワールド』
  - 作詞・歌：佐藤ひろ美
  - 作曲・編曲：藤間仁（Elements Garden）
- 挿入歌：『琥珀の祈り』
  - 歌：いとうかなこ
  - 作詞：江幡育子（ZIZZ STUDIO）
  - 作曲・編曲：磯江俊道（ZIZZ STUDIO）
- EDテーマ：『イノセントクォーツ』
  - 歌：μ
  - 作詞：海富一
  - 作曲・編曲：藤間仁（Elements Garden）

## 関連商品
- 画集
  - アンバークォーツ ビジュアルファンブック（彩文館出版、2009年10月24日発売、ISBN 978-4-7756-0444-1）
- 書籍
  - アンバークォーツ（彩文館出版、2009年10月24日発売、ISBN 978-4-7756-0445-8）

## 漫画
「コミックメガストア」2009年6月号に、原画の司ゆうき自身によるフルカラーの短編漫画が掲載された。